# 红梅街道
红梅街道，是中华人民共和国江苏省常州市天宁区下辖的一个乡镇级行政单位。

## 行政区划
红梅街道下辖以下地区：
北环新村社区、北环南村社区、翠竹南区第一社区、翠竹南区第二社区、翠竹北区社区、红梅新村社区、红梅东村社区、红梅西村社区、锦绣花园社区、新堂社区、虹景社区、锦绣东苑社区、红梅假日花苑社区、永宁路社区、聚博社区、盛世名门社区、金百花园社区、凯旋城社区、金梅花园社区、林园村、竹林村、卫星村、红菱村、胜利村和光明村。